# Radulphius pintodarochai
Espèce
Radulphius pintodarochai est une espèce d'araignées aranéomorphes de la famille des Cheiracanthiidae.

## Distribution
Cette espèce est endémique du Paraná au Brésil. Elle se rencontre à São José das Palmeiras.

## Description
Le mâle holotype mesure 7,10 mm et la femelle paratype 11,00 mm.

## Étymologie
Cette espèce est nommée en l'honneur de Ricardo Pinto-da-Rocha.

## Publication originale
- Bonaldo & Buckup, 1995 : Bonaldo & Buckup, 1995 : Revisão do gênero Radulphius (Araneae, Miturgidae, Eutichurinae). Iheringia, Série Zoologia, vol. 78, no , p. 127-156 (texte intégral).